# Xanthellum transsylvanicum
Xanthellum transsylvanicum är en stekelart som beskrevs av Erdös 1951. Xanthellum transsylvanicum ingår i släktet Xanthellum, och familjen finglanssteklar. Arten är reproducerande i Sverige.